# Spinning Wheel (canção)
"Spinning Wheel" é o título da canção de 1969 da banda Blood, Sweat & Tears. A canção foi escrita pelo vocalista David Clayton-Thomas e aparece no álbum do mesmo nome.
Lançada como single em 1969, "Spinning Wheel" atingiu o número dois da parada Billboard Hot 100 em julho daquele ano, permanecendo na posição vice-campeã por três semanas. Em agosto do mesmo, a canção foi para o topo da parada Adult Comtemporary por duas semanas. Também alcançou o número 45 da parada R&B.
"Spinning Wheel" foi indicada à três Grammy Award em 1970, vencendo na categoria "Melhor Arranjo Instrumental e Vocal". O arranjador da canção foi o saxofonista da banda, Fred Lipsius. Foi indicada também aos prêmios de Gravação do Ano e Canção do Ano; o álbum venceu na categoria Álbum do Ano.

## Outras versões
O single de Peggy Lee de 1969 entrou na parada Easy Listening, alcançando o número 24, antes mesmo da versão do Blood, Sweat & Tears.
Outros artistas que gravaram covers de "Spinning Wheel" incluem Shirley Bassey, em eu álbum de 1970 Something e Nancy Wilson, para o episódio de Hawaii Five-O, "Trouble in Mind," que foi ao ar originalmente em 23 de setembro de 1970. Em 1970 Marianne Mendt lançou um versão da faixa na Áustria, como "A g'scheckert's Hutschpferd" e Barbara Eden a cantou ap vivo. O organista de jazz Lonnie Smith gravou uma versão instrumental para seu álbum de 1970 lançado pela Blue Note Records Drives. O organista americano Lenny Dee fez sua versão cover de Spinning Wheel e um álbum com o mesmo em 1970. James Brown conseguiu um sucesso menor em 1971 com uma versão instrumental da canção, que atingiu o número 90 da Billboard Hot 100.